# Apeadeiro de Folhadal
O Apeadeiro de Folhadal é uma gare encerrada da Linha da Beira Alta, que servia a localidade de Folhadal, no Distrito de Viseu, em Portugal.

## Caracterização
Esta interface possui acesso pela Rua do Apeadeiro, junto à localidade de Folhadal. O abrigo de plataforma situava-se do lado noroeste da via (lado esquerdo do sentido ascendente, a Vilar Formoso).

## História
A Linha da Beira Alta foi inaugurado pela Companhia dos Caminhos de Ferro Portugueses da Beira Alta em 1 de Julho de 1883. Folhadal não constava entre as estações e apeadeiros existentes na linha à data de inauguração, porém, nem dos horários de 1913, tendo este interface sido criado posteriormente, antes de 1985.

Em Setembro de 2012, a operadora Comboios de Portugal alterou os horários na Linha da Beira Alta, deixando os comboios regionais de realizar paragem neste apeadeiro; desta forma, esta interface ficou sem quaisquer serviços.